# Кути повних зрушень
Кути́ по́вних зру́шень (рос. углы полных сдвижений, англ. angles of total displacements, нім. Winkel m der vollständigen Bewegungen f pl) — у гірничій справі — внутрішні відносно виробленого простору кути, які утворено на вертикальних розрізах по головних перерізах мульди зрушення площиною пласта і лініями, які з'єднують межі виробленого простору з межами плоского дна мульди зрушення.